# 尼古拉·卢卡申科
尼古拉·亚历山德罗维奇·卢卡申科（2004年8月31日—），是白俄羅斯總統亞歷山大·盧卡申科的最小的兒子，由卢卡申科單獨撫養。